# 米拉伊马
米拉伊马是巴西塞阿拉州的一个市镇。总面积699.588平方公里，总人口12042人，人口密度17.2人/平方公里。